# V391 Pegasi
V391 Pegasi ist ein etwa 4000 Lichtjahre von der Erde entfernter Heißer Unterzwerg im Sternbild Pegasus. Sein veränderlicher Typ ist V361 Hya.
Im Jahre 2007 entdeckte Roberto Silvotti einen Exoplaneten, der diesen Stern umkreist. Dieser trägt den Namen V391 Pegasi b. Eine aktuelle Arbeit von 2018 derselben Gruppe hinterfragt diesen aber. Eine kommende Auswertung der TESS-Daten könnte helfen, den Exoplaneten zu bestätigen oder zu verwerfen.